# Monte Venda
Il Monte Venda, situato nei comuni di Teolo, Cinto Euganeo, Galzignano e di Vo' è, con i suoi 601,3 metri, la maggiore elevazione dei Colli Euganei, nonché il punto più alto della provincia di Padova. Adiacente ad esso è il Monte Rua, sulla cui cima si erge l'eremo di Santa Maria Annunziata.

## Descrizione
Sulla cima, tra installazioni militari ormai in disuso e ripetitori radiotelevisivi, sorgono le rovine dell'antico Monastero degli Olivetani,  nato nel 1160 su iniziativa di un monaco del monastero di Santa Giustina, e un secolo dopo, più precisamente nel 1229, è passato ai monaci Benedettini. L'esistenza del monastero terminò nel 1771 d.C. dopo che la Repubblica di Venezia ne ordinò la soppressione. I ruderi, recentemente restaurati e messi in sicurezza, permettono di godere la pace di un posto panoramico e tranquillo, con splendide visioni su tutti i Colli, sulla Pianura Padana e sul Monte Rua.
Ospita uno dei più importanti e strategici centri di trasmissione radiotelevisivi in Italia, che copre tutto il Veneto, parte del Friuli-Venezia Giulia, del Trentino, dell'Emilia-Romagna, e delle province di Brescia e Mantova.

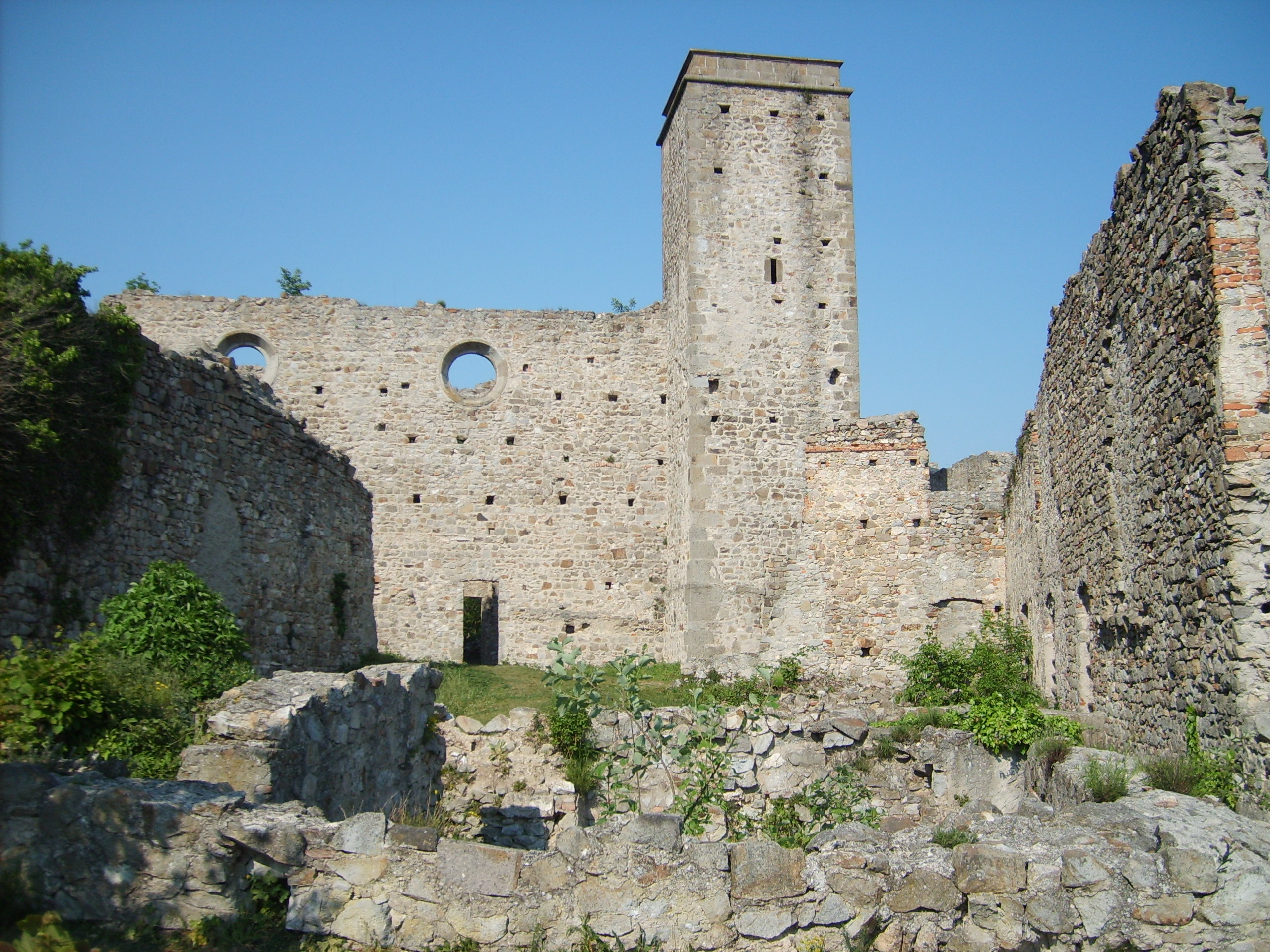
Il Monastero degli Olivetani
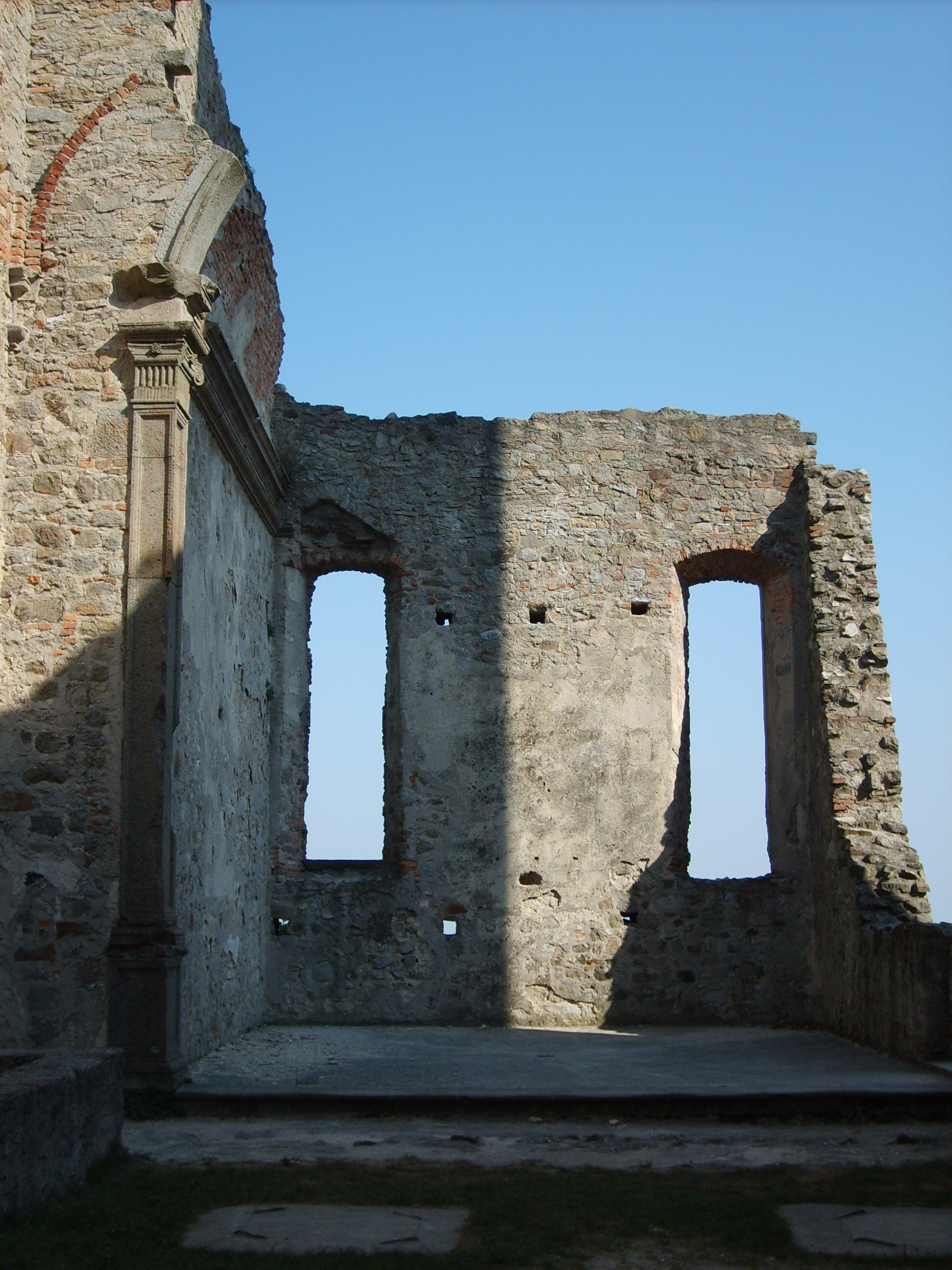
Il Monastero degli Olivetani
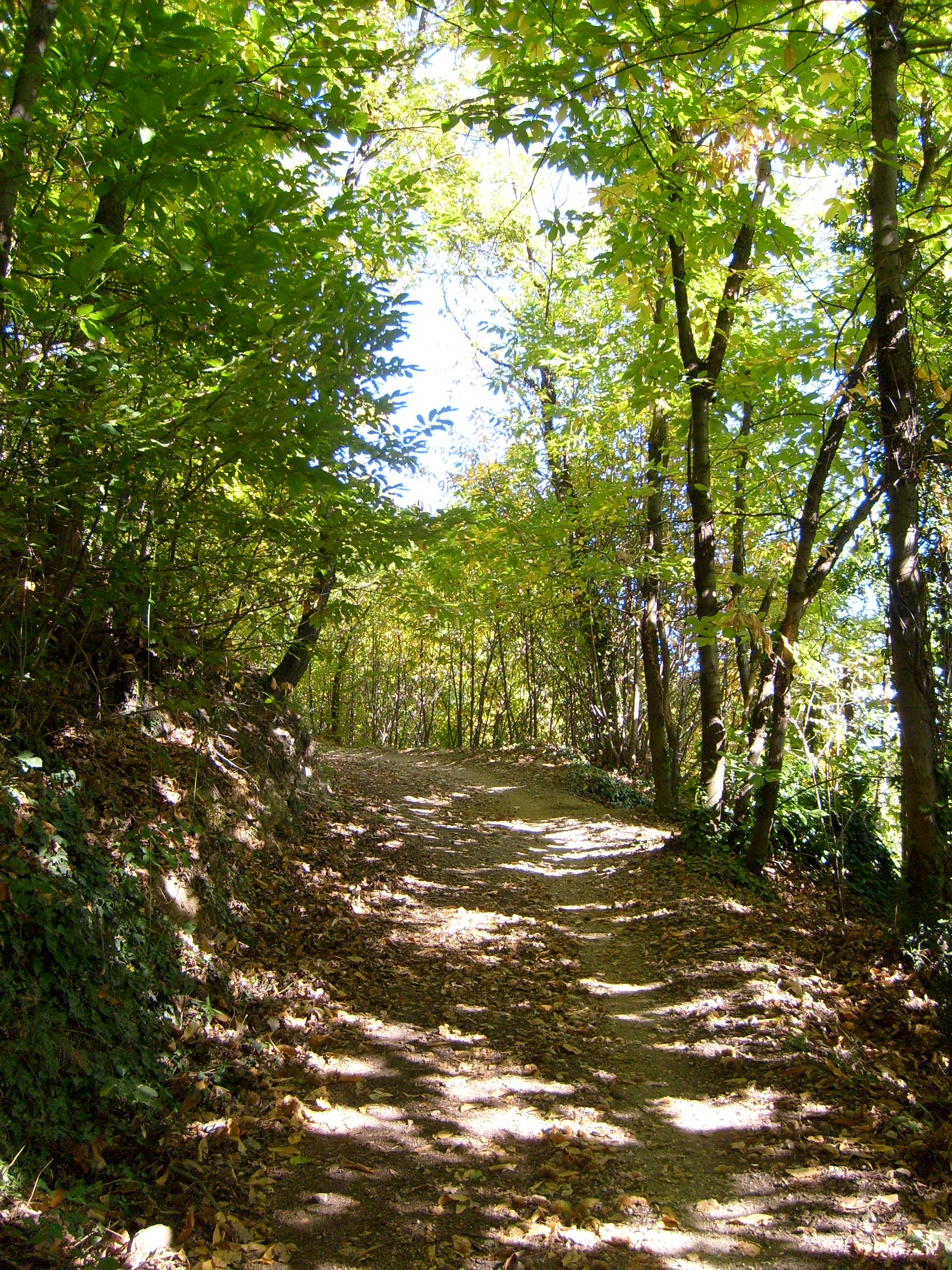
Il sentiero del Venda
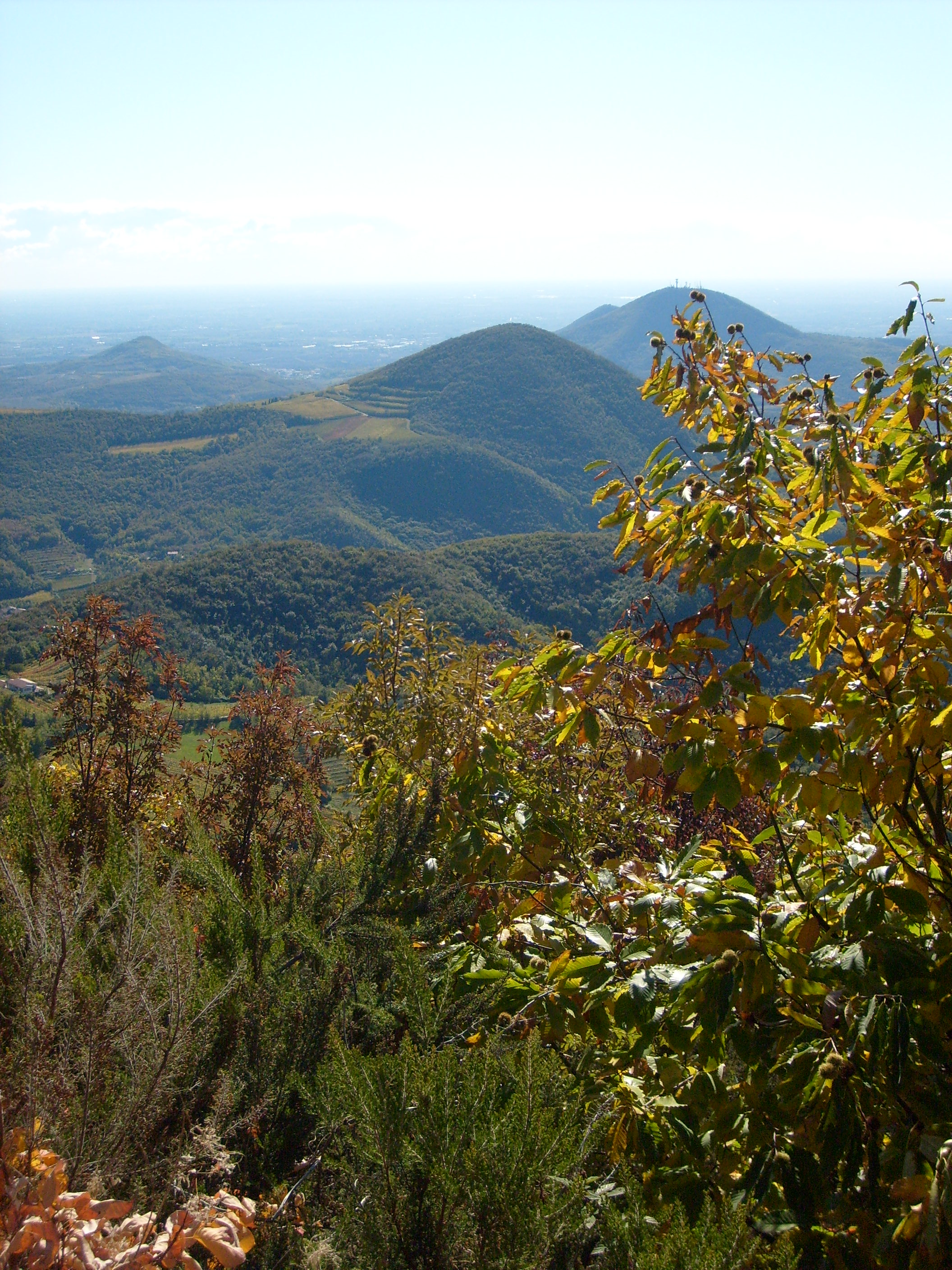
Panorama dal Monte Venda